# 플로라 캐쉬
플로라 캐쉬(Flora Cash)는 스웨덴, 미국의 인디 팝 듀오로, 2012년 스웨덴 스톡홀름에서 결성되었다. 멤버 쉬프레사와 콜은 부부 사이이다.

## 음반 목록

### 정규 앨범
- Nothing Lasts Forever (and It's Fine) (2017)

### 미니 앨범
- Can Summer Love Last Forever? (2016)

### EP
- Mighty Fine (2012)
- Made It for You (2013)
- I Will Be There (2014)
- Press (2019)